# NGC 1900
NGC 1900 ist die Bezeichnung eines offenen Sternhaufens im Sternbild Dorado. Das Objekt wurde am 30. November 1834 von John Herschel entdeckt.